# Alburnoides tzanevi
Alburnoides tzanevi es una especie de pez del género Alburnoides, familia Cyprinidae. Fue descrita científicamente por Chichkoff en 1933.
Se distribuye por Europa. Especie se alimenta de vegetación marina, detritos e insectos.